# Tituly a vyznamenání Baudouina I. Belgického

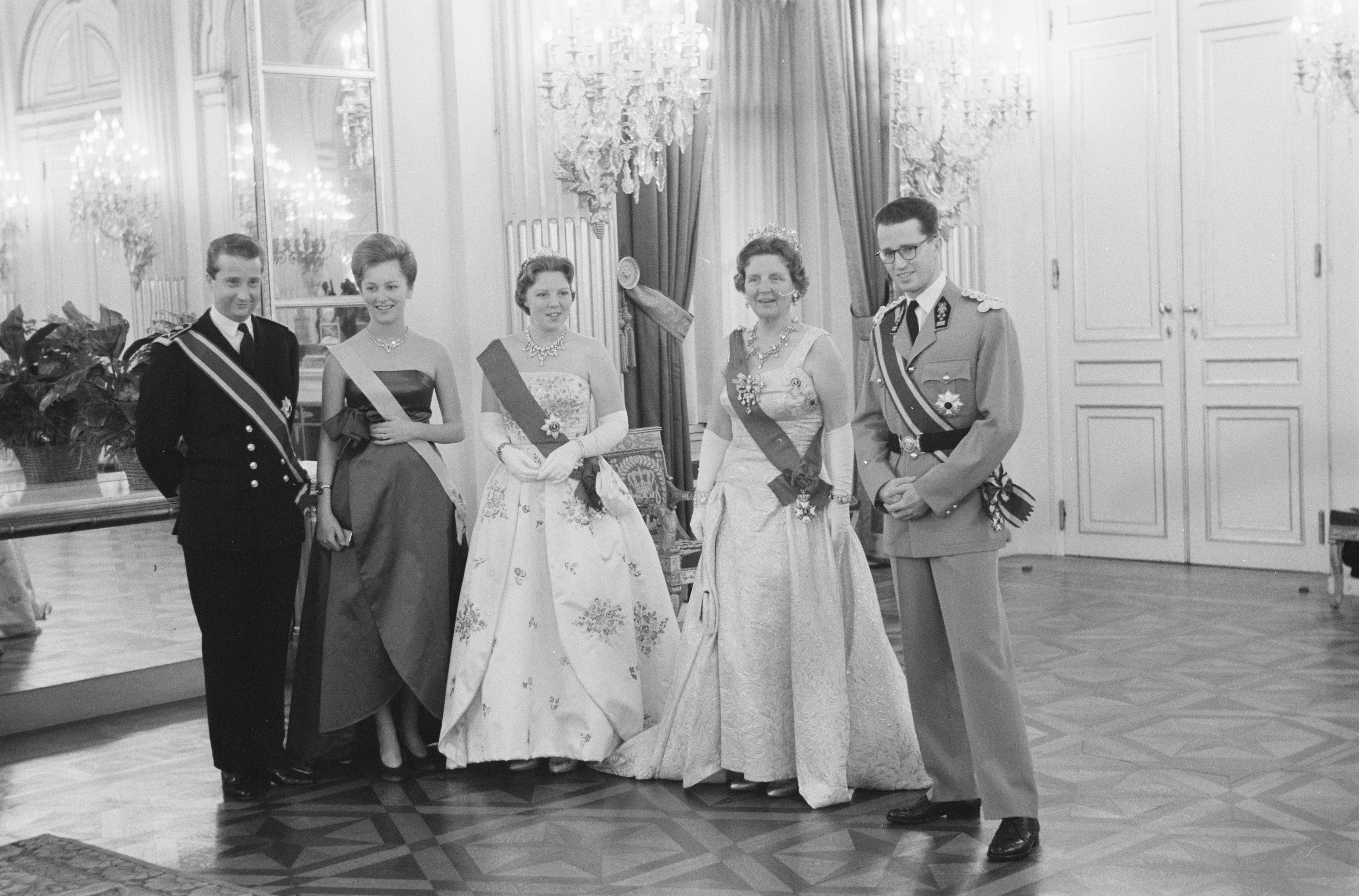
Baudouin I. Belgický s šerpou velkokříže Řádu nizozemského lva

Baudouin I. Belgický obdržel během svého života řadu národních i zahraničních vyznamenání a titulů. Dle pravidel diplomatického protokolu králi během státní návštěvy náleží nejvyšší státní vyznamenání dané země. Již ve věku 12 let obdržel velkokříž Řádu nizozemského lva a v 18 letech velkostuhu Řádu Leopolda. Velmi zbožný a katolického vyznání obdržel Baudouin také vyznamenání spojená se svou vírou mj. i Nejvyšší řád Kristův. V období od 17. července 1951 do 31. července 1993 byl také hlavou belgických řádů.

## Tituly

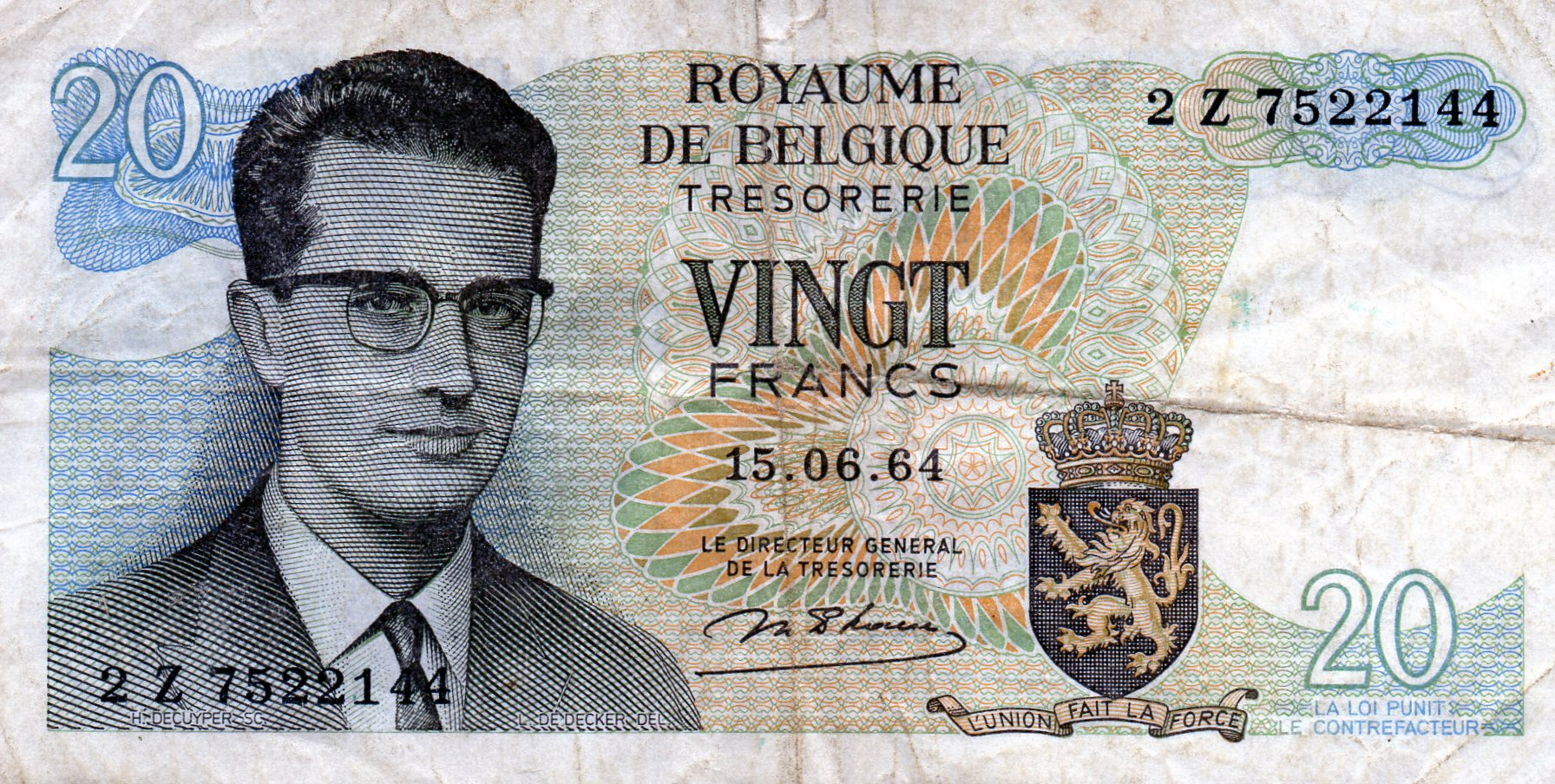
Portrét Baudouina I. na bankovce v hodnotě 20 belgických franků

- 7. září 1930 – 17. února 1934: Jeho královská výsost Princ Baudouin Belgický, hrabě henegavský[1]
- 17. února 1934 – 17. červenec 1951: Jeho královská výsost Baudouin, vévoda brabantský, princ belgický
- 17. červenec 1951 – 31. červenec 1993: Jeho veličenstvo Baudouin, král Belgičanů

## Vyznamenání

Královský monogram Baudouina I. Belgického

### Belgická vyznamenání

Erb Baudouina I. Belgického jakožto rytíře španělských řádů zlatého rouna, Isabely Katolické a Karla III.

Erb Baudouina I. Belgického jakožto rytíře Nejvyššího řádu Kristova

V období od 17. července 1951 do 31. července 1993 byl velmistrem belgických řádů.
- Řád Leopolda
- Řád africké hvězdy
- Královský řád lva
- Řád koruny
- Řád Leopolda II.

### Zahraniční vyznamenání
- Argentina
  -  velkokříž s řetězem Řádu osvoboditele generála San Martína[2]
- Brazílie
  -  velkokříž s řetězem Řádu Jižního kříže[3]
- Dánsko
  -  rytíř Řádu slona – 8. února 1966[2]
- Etiopie
  -  rytíř Řádu Šalomounova[4]
- Finsko
  -  velkokříž s řetězem Řádu bílé růže – 1954[5][4]
- Francie
  -  velkokříž Řádu čestné legie[6]
- Gabon
  -  velkokříž Řádu rovníkové hvězdy[2]
- Chile
  -  velkokříž Řádu za zásluhy[2]
- Írán
  -  Řád Pahlaví I. třídy[2]
  -  Pamětní medaile 2500. výročí Perské říše[7]
- Island
  -  velkokříž s řetězem Řádu islandského sokola[2]
- Itálie
  -  velkokříž s řetězem Řádu zásluh o Italskou republiku – 11. června 1966[2][8]
- Japonsko
  -  velkokříž s řetězem Řádu chryzantémy[6]
- Jižní Korea
  -  Velký řád Mugunghwa
- Jugoslávie
  -  velkohvězda Řádu jugoslávské hvězdy[2]
- Kambodža
  -  velkokříž Královského řádu Kambodže[4]
- Kamerun
  -  velkokříž Řádu za chrabrost[2]
- Kolumbie
  -  velkokříž s řetězem Řádu Boyacá[6]
- Komory
  - velkokříž Řádu zeleného půlměsíce[2]
- Konžská demokratická republika
  -  velkokříž Národního řádu levharta[2]
- Libanon
  -  velkokříž s řetězem Řádu za zásluhy[6]
- Libérie
  -  velkokříž s řetězem Řádu liberijských průkopníků[6]
- Lucembursko
  -  rytíř Nasavského domácího řádu zlatého lva[6]
- Maroko
  -  velkokříž Řádu Ouissam Alaouite[2]
- Mexiko
  -  velkokříž Řádu aztéckého orla[4]
- Monako
  -  velkokříž Řádu svatého Karla[6]
- Německo
  -  velkokříže speciální třídy Záslužného řádu Spolkové republiky Německo[2]
    -  Bavorsko
      -  Bavorský řád za zásluhy[2]
- Niger
  -  velkokříž Národního řádu Nigeru[2]
- Nikaragua
  -  velkokříž s řetězem Řádu Rubéna Daría[6]
- Nizozemsko
  -  velkokříž Řádu nizozemského lva[6]
  -  Stavební medaile princezny Beatrix Nizozemské a Clause van Amsberga
- Norsko
  -  velkokříž s řetězem Řádu svatého Olafa[2]
- Peru
  -  velkokříž s diamanty Řádu peruánského slunce[6]
- Pobřeží slonoviny
  -  velkokříž Národního řádu Pobřeží slonoviny[2]
- Polsko
  -  velkokříž Řádu za zásluhy Polské republiky
- Portugalsko
  -  velkokříž Stuhy tří řádů – 21. března 1957[6][9][10]
  -  velkokříž s řetězem Řádu prince Jindřicha – 24. srpna 1982[9][10]
- Rakousko
  -  velkohvězda Čestného odznaku Za zásluhy o Rakouskou republiku  – 1958[6][11]
- Rumunsko
  -  Řád hvězdy Rumunské lidové republiky I. třídy
- Rwanda
  - velkokříž Národního řádu Rwandy[2]
- Řecko
  -  velkokříž Řádu Spasitele[6]
- San Marino
  -  velkokříž Řádu San Marina
- Saúdská Arábie
  -  velkokříž Řádu krále Abd al-Azíze[2]
- Senegal
  -  velkokříž Národního řádu lva[2]
- Spojené království
  -  rytíř Podvazkového řádu – 1963[6][12]
- Středoafrická republika
  -  velkokříž Řádu za zásluhy[2]
- Španělsko
  -  1176. rytíři Řádu zlatého rouna – 1960[13][2]
  -  velkokříž s řetězem Řádu Isabely Katolické – 6. prosince 1960[2][14]
  -  velkokříž s řetězem Řádu Karla III. – 15. listopadu 1977 – udělil král Juan Carlos I.[2][15]
- Švédsko
  -  rytíř Řádu Serafínů – 17. července 1951[6]
- Thajsko
  -  rytíř Řádu Mahá Čakrí – 4. října 1960[2][16]
  -  velkokříž Řádu Chula Chom Klao[2]
- Vatikán
  -  rytíř velkokříže Rytířského řádu Božího hrobu jeruzalémského[6]
  -  rytíř Nejvyššího řádu Kristova – 1961[2]
- Venezuela
  -  velkokříž s řetězem Řádu osvoboditele[6]

### Dynastické řády
- Savojští
  -  rytíř Řádu zvěstování – 1960[2]
  -  velkokříž Řádu svatého Mauricia a svatého Lazara – 1960
  -  velkokříž Řádu italské koruny – 1960